# Libero Ajello
Libero Ajello (New York, 19 gennaio 1916 – 24 febbraio 2004) è stato un micologo statunitense.
Cresciuto nel New Jersey diventò micologo medico sotto la guida della micologa Rhoda Benham.

Dopo una breve carriera durante la Seconda guerra mondiale con una serie di studi sulla Tinea pedis per le Forze Armate, nel 1947 ritornò alla Columbia University dove conseguì il dottorato di ricerca.

Successivamente entrò a far parte del nascente Centro per le malattie trasmissibili (CDC) dove organizzò una unità di diagnostica, riferimento e ricerca di micologia. Rimase in questa posizione per 43 anni.
Ajello è stato uno dei fondatori della Società Internazionale di Micologia Umana e Animale (ISHAM) e ne è stato presidente dal 1971 al 1975.

## Opere
- Laboratory Manual for Medical Mycology (1963)